# Angelo Ruíz
Angelo Ruíz (5 de octubre de 1957) es un deportista puertorriqueño que compitió en judo. Ganó tres medallas en el Campeonato Panamericano de Judo entre los años 1980 y 1988.
Participó en dos Juegos Olímpicos de Verano en los años 1976 y 1988, su mejor actuación fue un duodécimo puesto logrado en Montreal 1976 en la categoría de –63 kg.

## Palmarés internacional
| Campeonato Panamericano | Campeonato Panamericano       | Campeonato Panamericano | Campeonato Panamericano |
| Año                     | Lugar                         | Medalla                 | Categoría               |
| ----------------------- | ----------------------------- | ----------------------- | ----------------------- |
| 1980                    | Isla de Margarita (Venezuela) | Medalla de bronce       | –71 kg                  |
| 1986                    | Salinas (Puerto Rico)         | Medalla de plata        | –71 kg                  |
| 1988                    | Buenos Aires (Argentina)      | Medalla de bronce       | Abierta                 |